# Антигенная изменчивость
Антиге́нная изме́нчивость — характерная для вирусов гриппа наследственная изменчивость поверхностных белков (антигенов) в ходе мутаций (антигенный дрейф), путём рекомбинации кодирующих их генов (Антигенный сдвиг) и в процессе адаптивной мутации (пересечение вирусом видового барьера).
Некоторые авторы относят рекомбинацию к отдельному виду антигенной изменчивости, оставляя за антигенным дрейфом только реассортацию.